# Blauwe Keet
Blauwe Keet est un ancien hameau de la commune néerlandaise du Helder, dans la province de la Hollande-Septentrionale.
Le hameau a été créé entre 1817 et 1824, lors de la construction du Canal de la Hollande-Septentrionale. En 1987, la plupart des maisons du hameau ont été démolies pour créer la place pour une route et la sortie vers Julianadorp. Il ne subsiste que quelques maisons.